# Agnetina cocandica
Agnetina cocandica är en bäcksländeart som först beskrevs av Mclachlan 1875.  Agnetina cocandica ingår i släktet Agnetina och familjen jättebäcksländor. Inga underarter finns listade i Catalogue of Life.